# Рубльов Вячеслав Володимирович
Вячеслав Володимирович Рубльов (нар. 25 лютого 1979, Луцьк) — український менеджер-економіст, політик. Народний депутат України IX скликання.
Член Комітету Верховної Ради з питань організації державної влади, місцевого самоврядування, регіонального розвитку та містобудування, голова підкомітету з питань регіональної політики та місцевих бюджетів.

## Життєпис
Вячеслав Рубльов народився 25 лютого 1979 року в місті Луцьк Волинської області. У 1986 році пішов у перший клас середньої школи № 1 міста Костопіль.
Після закінчення дев'яти класів у 1994 році вступив до Костопільського медичного училища, яке закінчив у 1997 році. З 1997 по 2002 рік Рубльов навчався у Волинському державному університеті імені Лесі Українки, де здобув спеціальність викладача біології. У 2006—2008 роках навчався у Інституті підвищення кваліфікації Державної служби зайнятості та здобув кваліфікацію менеджер-економіст.
З квітня 2001 по листопад 2003 року Рубльов працював у Костопільському районному центрі зайнятості. З травня 2004 року — головний спеціаліст, а з серпня 2004 по березень 2013 року — заступник начальника відділу статистики, моніторингу та прогнозування Волинського обласного центру зайнятості. З березня 2013 року — начальник Луцького міського відділення Пенсійного фонду України. З 2014 р. — директор Волинського обласного навчально-курсового комбінату.

## Політична діяльність
Входив до партії «Батьківщина» з 2008-го по вересень 2012 року.
У 2010—2019 роках — Вячеслав Рубльов був депутатом Волинської обласної ради двох скликань, радник голови облради, голова фракції «УКРОП» у облраді. З 2015 року та дотеперішнього часу — член політради та голова Волинської обласної регіональної парторганізації політичної партії «УКРОП».
Журналісти підозрюють Рубльова як учасника так званої «Команди Коломойського», яку він просунув у Раду.
У 2019 році Рубльов був обраний Народним депутатом України на одномандатному виборчому окрузі № 20 у Волинській області (Горохівський, Локачинський, Луцький, Рожищенський, Турійський райони) від партії «Слуга народу». На час виборів: радник голови Волинської облради, безпартійний. Проживає в м. Луцьку. Переміг чинного депутата Сергія Мартиняка.
Журналісти руху «Чесно» зазначають, що Рубльов займався «гречкосійством», а саме при відвідуванні дитячих садків, шкіл та пансіонатів дарував солодощі, принтери, комп'ютери. Також піарився на коштах з обласного бюджету та благодійного фонду доставляючи необхідні медикаменти, засоби захисту для медиків.